# 鳞皮小蟾
鳞皮小蟾（学名：Parapelophryne scalptus）为蟾蜍科小蟾属的两栖动物，是中国的特有物种。分布于海南等地，常栖息于小山沟附近潮湿处之石块上或落叶间。其生存的海拔范围为750至1400米。该物种的模式产地在海南五指山。

## 形态特征
成年雄蟾体长20毫米，雌蟾体长26毫米左右，体形扁平而细长，头长、宽几乎相等。背面棕褐色，疣粒上略带红色；头、背及四肢有镶灰白色细纹的深棕色斑；两眼间有三角形斑；前臂、股、胫部各有一条深色横纹；一般背正中有一条浅色细线纹。腹面土黄色。

## 分类
本种最初是刘承钊和胡淑琴等根据海南岛采集的标本认定的新种，最初归入游蟾属（Nectophryne）称鳞皮游蟾。之后费梁和叶昌媛夫妇通过对比研究后又将其划归厚蹼蟾属（Pelophryne）而称鳞皮厚蹼蟾。2003年，费梁、叶昌媛、江建平等学者通过蟾蜍科各属特征比较后，认为本种与亚洲地区的蟾蜍科各属均有间断性特征可以区别，因此将本种归入新属－小蟾属（Parapelophryne）。